# Hexatoma margaritae
Hexatoma margaritae är en tvåvingeart som beskrevs av Alexander 1954. Hexatoma margaritae ingår i släktet Hexatoma och familjen småharkrankar. Inga underarter finns listade i Catalogue of Life.